# Schlossberg (Schwarzenbach)
Der Schlossberg ist ein circa 530 m ü. A. hoher Berg in der Buckligen Welt in Niederösterreich. Er liegt westlich des Markts Schwarzenbach, südlich der Rotte Oberau und nordöstlich Rotte Schön.
An seinem nördlichen, kegelförmigen Ausläufer steht die Ruine der Burg Schwarzenbach. An seinem östlichen Abhang (in Richtung Schwarzenbach) hinunter findet sich der Flurname Schildwacht (historisch auch: Schiltwacht). Hier war wohl, wie am Schölderl, eine Wache, damit niemand bis zur Festung Burg Schwarzenbach vordringen konnte.
Er wird vom Oberau-Bach und vom Schwarzenbach umflossen. Dort heißt es Platz(l).